# Алавердов, Христофор Николаевич
Христофор Николаевич Алавердов (Алавердян) (25 мая 1895 —  4 апреля 1942) — советский военачальник, генерал-майор (1940), участник Первой мировой, Гражданской, Советско-финской и Великой Отечественной войн. В 1941 году попал в плен к немецким войскам, погиб в плену 4 апреля 1942 года.

## Биография
Родился 25 мая 1895 года в селе Огбин (ныне — Армения) Российской империи в крестьянской семье. В школе не учился, был самоучкой.
В августе 1914 года призван по мобилизации в Русскую императорскую армию. Участвовал в Первой мировой войне, воевал в составе 6-го Волынского уланского полка на Западном и Северном фронтах. Участвовал в боях под Ригой. С июня 1916 года находился в госпиталях, в марте 1917 года отправлен в отпуск по болезни, затем на лечении по болезни в госпитале во Владикавказе. В июне 1917 года там был завербован унтер-офицером в «Дикую дивизию», но в её составе фактически не служил, в сентябре был направлен в запасной полк в Эривань. В 1917 году получил звание подпоручика. Октябрьская революция застала Алавердова в пути к месту службы в город Армавир.
Там он в ноябре 1917 года вступил в местный отряд Красной Гвардии, сначала рядовым красногвардейцем, затем был избран командиром взвода. Участвовал в вооружённом противостоянии «красных» и «белых», которое началось на Кубани практически сразу после получения известия о свержении Временного правительства, в том числе в вооружённом установлении Советской власти в Армавире 2 (15) января 1918 года.
В феврале 1918 года с своим отрядом одним из первых вступил добровольцем в Красную Армию. Командовал взводом в 1-й отдельной Армавирской роте. С мая 1918 года воевал командиром взвода и командиром дивизиона 1-го полка Червонного казачества. Принимал участие в боевых действиях Гражданской войны на Дону и на Украине. С сентября 1919 года воевал на Восточном фронте: командир эскадрона и помощник командира 1-го Петроградского полка, с января 1920 — командир 2-го Петроградского полка. Участвовал в преследовании разбитых отрядов Семиреченской армии атамана Б. В. Анненкова и их окончательном разгроме у китайской границы в марте-апреле 1920 года.
С февраля 1921 года — вновь на Украине, помощник командира кавалерийского полка 9-й кавалерийской дивизии 1-го кавалерийского корпуса Червонного казачества, воевал против отрядов Н. Махно и других. Был ранен в голову. С октября 1924 года воевал против басмачей на Туркестанском фронте командиром эскадрона, затем начальником полковой школы 6-й Алтайской кавалерийской бригады 10-й кавалерийской дивизии. Участвовал в боях в Ферганской долине и Восточной Бухаре. В декабре 1925 года направлен на учёбу.
В 1927 году окончил Киевскую объединенную военную школу имени С. С. Каменева. С сентября 1927 — помощник начальника штаба полка и начальник полковой школы 1-й отдельной особой кавалерийской бригады имени И. В. Сталина Московского военного округа. С апреля 1931 — начальник штаба Ленинаканского кавалерийского полка Армянской кавалерийской дивизии Кавказской Краснознамённой армии, с июня 1931 по январь 1935 — командир и военный комиссар этого полка..
В 1935 году окончил Военную академию РККА имени М. В. Фрунзе, затем с января 1936 года полтора года командовал 67-м кавалерийским полком 12-й Кубанской казачьей дивизии, затем опять направлен учиться. В 1939 году окончил Академию Генерального штаба РККА и с августа этого года преподавал в Военной академии РККА имени М. В. Фрунзе.
Во время советско-финской войны 1939—1940 годов был направлен на фронт и с 11 февраля 1940 года командовал 113-й стрелковой дивизией. За отличив боях награждён орденом Красного Знамени. После подписания перемирия с Финляндией дивизия была передана в Белорусский Особый военный округ.

## Великая Отечественная война
С первого дня вторжении Германии в СССР 22 июня 1941 года под его командованием 113-я стрелковая дивизия воевала в составе 10-й армии Западного фронта на южном фасе Белостокского выступа.
В первый же день войны 113-я дивизия, выдвинувшись в район, предназначенный по плану прикрытия, попала под удар немецких войск и была разгромлена, а сам Алавердов ранен.

…самый большой урон был нанесен 113-й стрелковой дивизии (командир генерал-майор Х. Н. Алавердов). Её полевой лагерь, раскинутый на чистом месте в 4-6 км от границы, был обстрелян из-за Буга огнем артиллерии. Ураган разрывов сметал палатки, красноармейцы и командиры бежали кто куда из зоны обстрела. Командир дивизии был тяжело ранен в бедро, а собрать перемешавшиеся при бегстве полки удалось лишь через два часа.

…Несмотря на тяжелое ранение, комдив генерал-майор Х. Н. Алавердов проявил собранность и волю. Он был грамотным, подготовленным командиром, незадолго до войны с отличием окончившим Академию Генерального штаба РККА. — 
1 июля 1941 года при попытке выйти из окружения Алавердов с группой подчинённых попал в плен. На допросах не сообщил никаких военных секретов, направлен в лагерь военнопленных № 307 в Бяла-Подляска под Брестом, в августе переправлен в концлагерь Хаммельбург, где был руководителем подпольной организации сопротивления. В плену проявил большое мужество, пытался создать подпольную организацию военнопленных, отказался подписать обращение к германскому командованию о создании отрядов из числа советских военнопленных для борьбы против Красной Армии. За антифашистскую агитацию неоднократно подвергался наказаниям и избиениям охраной лагеря военнопленных, а в январе 1942 года был переведён в тюрьму города Нюрнберга. И здесь Алавердов продолжил агитировать своих сокамерников, за что 4 апреля 1942 года был расстрелян.
Между тем на Родине по лживым сведениям об якобы имевшем место сотрудничестве с гитлеровцами 23 октября 1942 года Военной коллегией Верховного суда СССР заочно был признан виновным в измене Родине, осуждён по ст. 58-1, п. «б», и приговорён к высшей мере наказания — расстрелу. И хотя ещё в 1945 году вернувшиеся из немецкого плена военнослужащие подтвердили лживость этого обвинения, приговор не был отменён ещё долго. Только 22 декабря 1956 года определением Военной коллегии Верховного суда СССР генерал-майор Х. Н. Алавердов был реабилитирован «за отсутствием состава преступления».

## Воинские звания
- майор (30.12.1935)
- полковник (22.02.1938)
- комбриг (21.03.1940)
- генерал-майор (4.06.1940)[4].

## Награды
- два ордена Красного Знамени (22.02.1938, 21.03.1940)[11]
- орден Трудового Красного Знамени (1940)[4][12]
- Юбилейная медаль «XX лет Рабоче-Крестьянской Красной Армии» (22.02.1938)